# Newton Thornburg
Pour les articles homonymes, voir Thornburg.
Newton Thornburg, né le 13 mai 1930 à Harvey, Illinois, et mort le 9 mai 2011 à Bothell dans l’État de Washington aux États-Unis, est un écrivain de roman policier.

## Biographie
Il fait des études littéraires à l’université de l'Iowa et obtient une licence en 1951. Il alterne voyage et travaille dans l’Iowa, puis en Californie et à Chicago. Il s’essaie à la peinture sans succès. Entre 1963 et 1970, il est directeur artistique et commercial pour diverses agences de publicité à Milwaukee, Saint-Louis et Santa Barbara, avant de devenir, en 1970, rancher dans le Montana. 
Il décide en 1973 de se consacrer entièrement à l’écriture. Il publie onze romans, dont deux ont donné lieu à un film. En 1981, Ivan Passer réalise La Blessure (Cutter’s Way) avec Jeff Bridges et John Heard. Vingt-huit ans plus tard, en 2009, la réalisatrice australienne Rachel Ward adapte et réalise Beautiful Kate (en) du roman éponyme.
En France, La Renversée (Knockover) est publié en 1979 dans la collection Série noire. Il faut attendre vingt-six ans pour découvrir une nouvelle traduction, celle de Cutter and Bone sous le titre Fin de fiesta à Santa Barbara. Ivan Passer en signe la préface. Suivront Un pays de rêve (Dreamland) et Mourir en Californie (To Die in California).
Malade et dans l'impossibilité d'écrire, Newton Thornburg publie son dernier roman en 1998 et s’éteint en mai 2011 à l’âge de 81 ans.

## Œuvre

### Romans
- Gentleman Born (1967)
- Knockover (1968) Publié en français sous le titre La Renversée, Paris, Gallimard, Série noire no 1277, 1969.
- To Die in California (1973) Publié en français sous le titre Mourir en Californie, Paris, Gallimard, Série noire, 2006.
- Cutter and Bone (1976) Publié en français sous le titre Fin de fiesta à Santa Barbara, Paris, Gallimard, Coll. La Noire, 1995, réédition Folio policier no 314, 2003.
- Black Angus (1978)
- Valhalla (1980)
- Beautiful Kate (1982)
- Dreamland (1983)Publié en français sous le titre Un pays de rêve, Paris, Gallimard, Série noire no 2459, 1997.
- The Lion at the Door (1990)
- A Man’s Game (1996)
- Eve’s Men (1998)

## Filmographie
- 1981 : La Blessure (Cutter’s Way), film américain réalisé par Ivan Passer, d'après le roman Cutter and Bone, avec Jeff Bridges et John Heard.
- 2009 : Beautiful Kate (en), film australien réalisé par Rachel Ward, d'après le roman Beautiful Kate, avec Rachel Griffiths.

## Sources
- Claude Mesplède (dir.), Dictionnaire des littératures policières, vol. 2 : J - Z, Nantes, Joseph K, coll. « Temps noir », 2007, 1086 p. (ISBN 978-2-910-68645-1, OCLC 315873361), p. 882-883.
- Claude Mesplède et Jean-Jacques Schleret, SN, voyage au bout de la Noire : inventaire de 732 auteurs et de leurs œuvres publiés en séries Noire et Blème : suivi d'une filmographie complète, Paris, Futuropolis, 1982, 476 p. (OCLC 11972030), p. 358.
- Claude Mesplède  et   Jean-Jacques Schleret (Éd. rév. de: SN, voyage au bout de la Noire), Les auteurs de la Série noire, 1945-1995, Nantes, Joseph K, coll. « Temps noir », 1996, 627 p. (ISBN 978-2-910-68611-6, OCLC 300207570), p. 455.